# Stazione di Alessano-Corsano
Stazione di Alessano-Corsano vasútállomás Olaszországban, Puglia régióban, Alessano településen.
A vasúti rendszer üzemeltetője a Ferrovie del Sud Est (FSE).
Koordinátái: 39 ° 53'31.7 "N 18 ° 20'49.07" E

## Vasútvonalak
Az állomást az alábbi vasútvonalak érintik:
- Maglie–Gagliano del Capo-vasútvonal

## Szolgáltatások
- Jegykiadó
- Parkolás
- WC
- Váróterem

## Kapcsolódó állomások
A vasútállomáshoz az alábbi állomások vannak a legközelebb: 
- Stazione di Gagliano Leuca (Stazione di Gagliano Leuca, Maglie–Gagliano del Capo-vasútvonal)
- Stazione di Tiggiano (Zollino railway station, Maglie–Gagliano del Capo-vasútvonal)